# Conxo
Conxo (llamada oficialmente Santa María de Conxo) es una parroquia española del municipio de Santiago de Compostela, en la provincia de La Coruña, Galicia.

## Geografía
Recorre parte de su territorio el río Sar.

## Historia
Ya desde la prehistoria esta zona ha estado poblada, como lo indican los indicios encontrados en el denominado castriño de Conxo. 
Sobre el siglo X se asienta como núcleo poblacional concentrando su actividad alrededor del monasterio.
En 1835 se constituyó como ayuntamiento independiente —comprendiendo las parroquias de Conxo, Laraño, Villestro, Figueiras, Eijo, Arines, Bando, y Marrozos— hasta 1925, momento en el que es anexionado al ayuntamiento de Santiago de Compostela.
Actualmente es considerado un barrio periférico del sur de la ciudad de Santiago, en la zona de mayor expansión urbana residencial de la ciudad, si bien el resto del territorio de la parroquia aún tiene una constitución eminentemente rural.
Un acto importante en la historia de Conxo es el llamado Banquete de Conxo, que tuvo lugar en 1856 con Eduardo Pondal y Aurelio Aguirre entre los participantes.
En 1873 salió de la estación de Cornes, en Conxo, el primer ferrocarril de Galicia, con destino a Carril. Esto supuso un paso importante para Conxo. Fue también en esta época cuando se crea el primer psiquiátrico de Galicia en las instalaciones del antiguo monasterio.

## Entidades de población
Entidades de población que forman parte de la parroquia:
- A Rocha Vella
- Curuxeira[4] (A Curuxeira)
- Porto[5] (O Porto). En el INE aparece como O Porto de Conxo.

Aparecen en el noménclator, pero no en el INE, las siguientes localidades:
- A Ponte da Rocha
- A Volta do Castro
- Conxo de Abaixo
- Conxo de Arriba-Travesía[6] (Conxo de Arriba)
- Fervenza[7] (A Fervenza)
- Nogueira[8] (A Nogueira)
- O Monte do Seixo
- Pai da Cana
- Ponte Pereda[9] (A Ponte Pereda)
- Poza Real[10] (A Poza Real)
- Rial[11] (O Rial)
- Torrente
- Santa Marta

## Geografía humana

### Demografía
| Gráfica de evolución demográfica de Conjo entre 1842 y 1920 |
| |
| Población de derecho según los censos de población del INE Población de hecho según los censos de población del INEEntre el censo de 1930 y el anterior, este municipio desaparece porque se integra en el municipio 15078 (Santiago) |

| Gráfica de evolución demográfica de Conxo entre 2000 y 2019 |
|                                                             |
| Datos según el nomenclátor publicado por el INE.            |

## Monumentos
- Castillo de la Rocha Forte, que formaba parte del complejo defensivo de Santiago hasta que fue destruido por la revuelta Irmandiña.
- Castriño de Conxo.
- Iglesia de Nuestra Señora de la Merced de Conxo.
- Hospital psiquiátrico de Santiago de Compostela.

## Festividades
- Fiesta de la Merced, en la segunda semana de septiembre.
- Fiesta de San Serapio, en la tercera semana de septiembre.
- En 2009 se celebró la "I Festa da Cabra" en conmemoración del Banquete de Conxo de 1856.

## Deportes
La entidad deportiva más importante del barrio es el Club Deportivo Conxo, equipo que se fusionó el 1 de julio de 2018 con el Santiago de Compostela C.F. para fundar juntos el Club Deportivo Conxo Santiago.